# Angelo Trevisan (Diplomat)
Angelo Trevisan († vor dem 28. April 1508) war ein venezianischer Diplomat; bekannt ist er für seine Briefe aus Granada, in denen er zeitnah Nachrichten von den spanischen Entdeckungsreisen nach Venedig weitergab.
Von 1497 bis 1498 war er zunächst Sekretär von Domenico Malipiero, dem venezianischen Kriegsmarinebeauftragten, seit 1501 dann Sekretär des venezianischen Botschafters Domenico Pisani in Spanien, ab 1503 dann Sekretär des Botschafters Vincenzo Querini, den er später u. a. auch nach Deutschland begleitete.
Während seines Aufenthalts in Spanien übersandte Trevisan in vier Briefen an Domenico Malipiero (in Abschrift im sogenannten Trevisan Manuscript erhalten) eine stark gekürzte Übersetzung der noch unveröffentlichten Schriften Pietro Martire d’Anghieras über die spanischen Entdeckungsfahrten nach Venedig, wo eine italienische Fassung bereits 1504 gedruckt wurde. Trevisan hatte auch Gelegenheit, selbst mit Christoph Kolumbus zu sprechen.